# کتاب‌شناسی ولادیمیر لنین

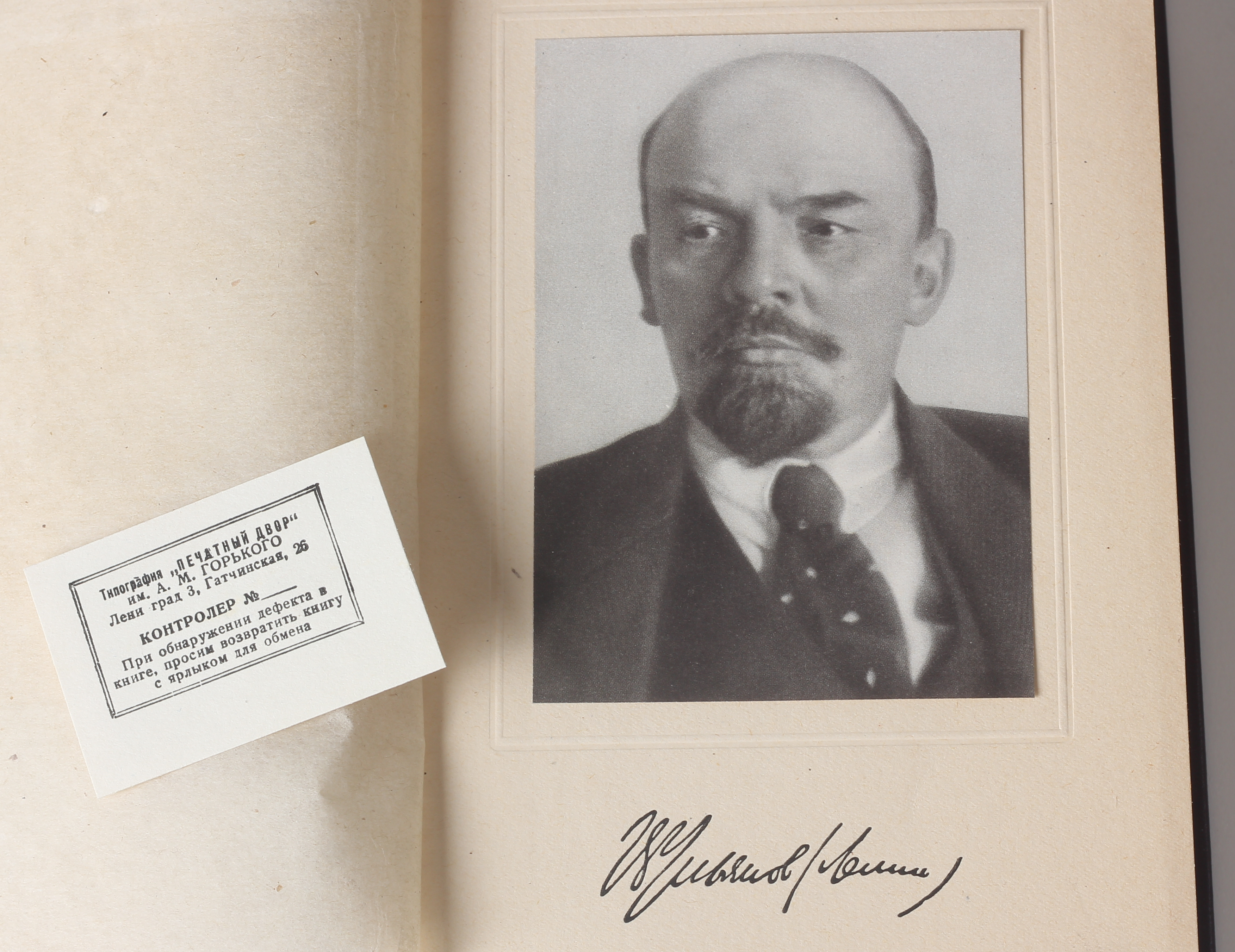
تصویری از صفحه اول کتاب مجموعه آثار لنین چاپ چهارم

ولادیمیر ایلیچ اولیانوف (۲۲ آوریل ۱۸۷۰–۲۱ ژانویه ۱۹۲۴)، انقلابی، سیاستمدار و نظریه‌پرداز کمونیست اهل روسیه بود. وی از ۱۹۱۷ رئیس حکومت جمهوری سوسیالیستی فدراتیو شوروی روسیه و از ۱۹۲۲ رئیس حکومت اتحاد شوروی بود و تا پایان عمر در این مقام ماند. باورهایش که بر اساس مارکسیسم پرداخته شده‌اند، با نام لنینیسم شناخته می‌شوند.
فهرست زیر کتاب‌شناسی ولادیمیر لنین است و نوشته‌ها، سخنرانی‌ها، نامه‌ها (از جمله وصیت‌نامه) و دیگر یادداشت‌های وی را دربرمی‌گیرد.

## نوشته‌ها
مجموعه آثار لنین مشتمل بر ۵۴ مجلد، هر یک دارای نزدیک به ۶۵۰ صفحه، به زبان انگلیسی ترجمه و در ۴۵ مجلد از سوی انتشارات پروگرس در مسکو در سال‌های ۱۹۶۰ تا ۱۹۷۰ منتشر شده‌است. فهرست زیر شامل برگزیدهٔ نوشته‌هاست:
| نام اثر                                       | سال  |
| --------------------------------------------- | ---- |
| وظیفهٔ فوری ما                                 | ۱۸۹۹ |
| توسعهٔ سرمایه‌داری در روسیه                     | ۱۸۹۹ |
| چه باید کرد؟                                  | ۱۹۰۲ |
| یک گام به پیش، دو گام به پس                   | ۱۹۰۴ |
| دو تاکتیک سوسیال دموکراسی در انقلاب دموکراتیک | ۱۹۰۵ |
| ماتریالیسم و امپریوکریتیسیسم                  | ۱۹۰۹ |
| دفترهای فلسفی                                 | ۱۹۱۳ |
| حق ملت‌ها برای خودمختاری                       | ۱۹۱۴ |
| سوسیالیسم و جنگ                               | ۱۹۱۵ |
| امپریالیسم بالاترین مرحلهٔ سرمایه‌داری          | ۱۹۱۷ |
| دولت و انقلاب                                 | ۱۹۱۷ |
| انقلاب پرولتری و کائوتسکی مرتد                | ۱۹۱۸ |
| کمونیسم چپ‌روانه: بیماری کودکانه               | ۱۹۲۰ |

## کتاب‌شناسی به فارسی
در گزیدهٔ آثار لنین که توسط محمد پورهرمزان ترجمه و توسط عزیزالله علیزاده تصحیح شده و از سوی انتشارات فردوس در تهران به چاپ رسیده‌است، آثار زیر ترجمه و منتشر شده‌اند:
| شماره مجلد | نام اثر |
| ---------- | --- |
| مجلد یکم   | - دربارهٔ لنین و لنینیسم اثر ژوزف استالین - دربارهٔ مارکس و مارکسیسم - چه باید کرد؟ مسایل حاد جنبش ما - یک گام به پیش دو گام به پس (بحران در حزب ما) - دوران ارتجاعی استولیپینی بلشویک‌ها - دولت و انقلاب                                                                |
| مجلد دوم   | - دو تاکتیک سوسیال دموکراسی در انقلاب دموکراتیک - سال‌های اعتلای جنبش کارگری در آستان نخستین جنگ - دوران جنگ امپریالیستی دومین انقلاب در روسیه - امپریالیسم به مثابه بالاترین مرحلهٔ سرمایه‌داری - انقلاب پرولتری و کائوتسکی مرتد                                        |
| مجلد سوم   | - دوران تدارک و انجام انقلاب سوسیالیستی اکتبر - بیماری کودکی «چپ‌روی» در کمونیسم - مجموعهٔ کنگره‌ها، سخنرانی‌ها، آیین‌نامه‌ها، تزها، طرح‌ها، پرسش‌ها، اعلامیه‌ها، فرمان‌ها، وظایف حکومت - دوران انتقال به کار صلح‌آمیز احیای اقتصاد ملی - دوران مداخلهٔ جنگی بیگانگان و جنگ داخلی |